# Петрик, Павел Петрович
Па́вел Петро́вич Пе́трик (23 июля 1925 — 21 июля 2014) — советский государственный и партийный деятель, дипломат. Чрезвычайный и полномочный посол.

## Биография
Член КПСС с 1948 года. Окончил Кишинёвский государственный педагогический институт им. И. Крянгэ (1956), Заочную высшую партийную школу при ЦК КПСС (1959) и Кишинёвский политехнический институт (1967).
- В 1964—1972 годах — первый секретарь Тираспольского горкома КП Молдавской ССР.
- В 1972—1980 годах — председатель Молдавского республиканского совета профессиональных союзов.
- В 1980—1986 годах — секретарь ЦК КП Молдавской ССР.
- С 20 октября 1986 по 11 октября 1989 года — чрезвычайный и полномочный посол СССР в Демократической Республике Мадагаскар.
- В 1997—2011 годах — председатель Совета ветеранов войны и труда МИД России.

## Награды и почётные звания
- Орден Трудового Красного Знамени
- Орден Ленина
- Орден Октябрьской Революции
- Орден Дружбы народов
- Орден Почёта (28 июня 2005) — за многолетнюю активную общественную работу по социальной поддержке ветеранов и патриотическому воспитанию молодёжи[1]
- «Почётный гражданин города Тирасполя» (19 июля 2005)[2]
- Почётная грамота Президента Российской Федерации (20 апреля 2010) — за активную общественную работу по социальной поддержке ветеранов и патриотическому воспитанию молодёжи[3]
- Почётный работник Министерства иностранных дел Российской Федерации